# NGC 5107
NGC 5107 (również PGC 46636 lub UGC 8396) – galaktyka spiralna z poprzeczką (SBcd), znajdująca się w gwiazdozbiorze Psów Gończych. Odkrył ją William Herschel 17 marca 1787 roku.